# 1274 Delportia
1274 Delportia је астероид главног астероидног појаса са средњом удаљеношћу од Сунца која износи 2,229 астрономских јединица (АЈ).
Апсолутна магнитуда астероида је 11,82 а геометријски албедо 0,051.